# Nathan Spooner
Pour les articles homonymes, voir Spooner.
Pas d'image ? Cliquez ici

a Compétitions nationales et continentales officielles uniquement.

b Matchs officiels uniquement.
Dernière mise à jour le 24 avril 2025.
Nathan Spooner, né le 7 novembre 1975 à Sydney, est un joueur de rugby à XV, ayant représenté l'équipe d'Australie. Il évolue au poste de demi d'ouverture.

## Carrière

### En équipe nationale
Nathan Spooner obtient sa première sélection avec l'équipe d'Australie le 12 juin 1999 contre l'Irlande. Son dernier test match fut contre cette même équipe,  le 19 juin 1999.

## Palmarès
- Nombre de test matchs avec l'Australie :  2